# Мери Квант
Леди Барбара Мери Квант, Г-ђа Планкет Грин, DBE  (11. фебруар 1930 — Сари, 13. април 2023) била је британска модна дизајнерка и модна икона. Постала је инструментална фигура у модном покрету Мод и омладинским модним покретима у Лондону 1960-их. Била је један од дизајнера који је заслужан за мини сукњу и вруће панталоне, а промовишући ову и другу забавну моду охрабрила је младе да се облаче како би себи удовољили, и да моду третирају као игру. Ернестина Картер, ауторитативна и утицајна модна новинарка 1950-их и 1960-их написала је: „Неколико је срећних који су се родили у право време, на правом месту, са правим талентима. У новије време постоје три: Шанел, Диор и Мери Квант."

## Младост
Квантова је рођена 11. фебруара 1930. у Лондону, као кћи велшких учитеља. Њени родитељи, Џек и Милдред Квант, били су из рударских породица; међутим, добили су стипендије за гимназију и обоје су стекли прворазредне дипломе на Универзитету Кардиф пре него што су се преселили у Лондон да раде као учитељи.
Ишла је у средњу школу Блекхит, затим студирала илустрацију на Голдсмитс Колеџу. Након што је стекла диплому из уметничког образовања, Квантова је започела шегртовање код Ерика, врхунског мајстора за шешире у Мејферу, у улици Брук поред хотела Клериџ.

## Модна каријера
Хаљине Мери Квант су представљене на Харперовом Базару и купио их је амерички произвођач ради копирања. Након тога, Квантова је одлучила да дизајнира и направи више одеће коју је складиштила. У почетку је радила сама, ускоро је запослила шачицу руковаоца шиваћим машинама; до 1966. радила је са укупно 18 произвођача.
Неко време, крајем 1950-их и почетком 1960-их, Квантова је била једна од само два врхунска дизајнера из Лондона који су стално нудили младеначку одећу за младе. Друга је била Кики Бирн, која је отворила свој бутик на Краљевом путу у директној конкуренцији са Квантовом.

### Квант и мини сукња
Мини сукња, описана као једна од дефинишућих модних елемената шездесетих година прошлог века, један је од одевних предмета који се најчешће повезују са Квантовом. Иако је често наводе као проналазача стила, ову тврдњу оспоравају други. Марит Ален, савремена модна новинарка и уредница утицајних страница "Young Ideas" за британски Вог, чврсто је изјављивала да је други британски модни дизајнер, Џон Бејтс, а не Квантова или Андре Куреж, оригинални креатор мини сукње. Други приписују Курежу изум овог стила. Међутим, сукње су постајале све краће од 1950-их - развој који је Квант сматрала практичним и ослобађајућим, омогућавајући женама могућност да трче за аутобусом.
Квантова је касније говорила: „Девојке на Краљевом путу изумеле су мини. Правила сам лагану, младалачку, једноставну одећу, у којој сте се могли кретати, у којој сте могли да трчите и скачете, и правили смо их у дужини коју купац жели. Шила сам их врло кратко и купци би рекли: 'Краће, краће'." Мини сукњи је дала име, по свом омиљеном аутомобилу Мини, и рекла је за њене власнице: „оне су необично женствене, али њихова женственост лежи у њиховом ставу, а не у њиховом изгледу...Уживају када их примећују, али паметно. Оне су живахне - позитивне - самопоуздане."
Поред мини сукње Квантовој се често приписује изум обојених и шарених хеланки које служе да прате одећу, иако се њихово стварање такође приписује шпанском креатору Кристобалу Баленсијага, који је понудио харлекин - хеланке 1962, или Џону Бејтсу.

## Каснија каријера
Крајем 1960-их, Мери Квант је понудила кратке панталоне које су биле претеча врућих панталона и постале британска модна икона. Током 1970-их и 1980-их концентрисала се на производе за домаћинство и шминку, а не само на своје линије одеће, укључујући и јорган, за који тврди да га је измислила.
Године 1988, Квантова је дизајнирала унутрашњост аутомобила Мини (1000) Designer-а (првобитно назван Мини Квант). Имао је црно-бела пругаста седишта са црвеним украсима. Сигурносни појасеви су били црвени, а седишта за вожњу и сувозача имала су њен потпис у горњем левом квадранту. Управљач је имао њен потпис, а на хауби мотора је било написано "Мери Квант". Кућишта предњих светала, лукови точкова, ручке врата и одбојници били су „нимбус сиве“ боје, уместо уобичајених хромираних или црних. Две хиљаде је пуштено у Великој Британији 15. јуна 1988, а један број је такође пуштен на страна тржишта; међутим, тешко је доћи до тачних бројки. Специјално издање Мини стигло је у две боје каросерије, црној и дијамантско белој.
2000. године дала је оставку на место директора Мери Квант Лтд, своје козметичке компаније, након што је Јапан откупио. У Јапану постоји више од 200 продавница Мери Квант Колор.

### Признања
Године 1963. Мери Квант је била први добитник награде за хаљину године. Године 1966. именована је за официра Реда Британског царства (ОБЕ) због изузетног доприноса модној индустрији. Стигла је у Бакингамску палату како би примила награду у мини хаљини од крем вуне. 1990. освојила је награду Hall of Fame Британског савета за моду. Именована је за команданта Реда Британског царства (ДБЕ) у Новогодишњим почастима 2015. за заслуге за британску моду. 
Квантова је 2006. године добила почасни докторат са Универзитета Хериот-Ват Године 2012. била је међу британским културним иконама које је одабрао уметник Сир Питер Блејк да се појаве у новој верзији његовог најпознатијег уметничког дела - Омот албума Sgt. Pepper's Lonely Hearts Club Band Битлса- за прославу британских културних личности његовог живота.
Квантова је пуноправни члан Друштва овлашћених дизајнера, и добитник Минерва медаље, највишег признања друштва.

## Књиге о Мери Квант
- 1966: Quant by Quant — her first autobiography
- 1984: Colour by Quant
- 1986: Quant on Make-up
- 1999: Classic Make-up and Beauty Book
- 2011: Mary Quant: Autobiography — her second autobiography[33]

## У популарној култури
- У песми Донована из 1966. "Sunny South Kensington", Квантова и Жан-Пол Белмондова употреба/злоупотреба дрога овековечена је у тексту "Жан-Пол Белмондо и Мери Квант су интоксиковани, у најмању руку".[34][35]
- Француски музичар Лорен Вулзи посветио је песму Квантовој на свом албуму Avril из 2001.
- Квантова се помиње у музичкој нумери „This Is What We Want“ у сценском мјузиклу 2014. Made in Dagenham, заснованом на истоименом филму из 2010. године.[36]

## Лични живот
Свог будућег мужа и пословног партнера, Александра Планкет Грина, упознала је 1953. године. Били су у браку од 1957. до његове смрти 1990. године и добили су сина Орланда (рођен 1970.).